# 1. deild kvinnur (2002)
W roku 2002 odbyła się 18. edycja 1. deild kvinnur – pierwszej ligi piłki nożnej kobiet na Wyspach Owczych. W rozgrywkach wzięło udział 7 klubów z całego archipelagu. Tytułu mistrzowskiego broniła drużyna KÍ Klaksvík, zdobywając go ponownie po raz czwarty w swojej historii.
Rozgrywki rozdzielone były na dwie fazy – wstępną i finałową. Runda wstępna wyłoniła cztery zespoły, które awansowały do finałowej. Jeden zespół uzyskał prawo do gry w barażach, a ostatni spadał do 2. deild kvinnur. Do rundy finałowej poza czterema zespołami awansującymi z rundy wstępnej wchodzi zwycięzca baraży oraz jeden klub z ligi drugiej. Mistrz Wysp Owczych dostawał prawo do gry w Pucharze UEFA Kobiet.

## Uczestnicy
| Uczestnicy 1. deild kvinnur 2001                                                                              | Uczestnicy 1. deild kvinnur 2001 | Uczestnicy 1. deild kvinnur 2001 | Uczestnicy 1. deild kvinnur 2001 |
| --- | -------------------------------- | -------------------------------- | -------------------------------- |
| KÍ | KÍ Klaksvík                      | 1                                |                                  |
| B36 | B36 Tórshavn                     | 2                                |                                  |
| VB | VB Vágur                         | 3                                |                                  |
| B68 | B68 Toftir                       | 4                                |                                  |
| HB | HB Tórshavn                      | 5                                |                                  |
| Awans z 2. deild kvinnur 2001                                                                                 |                                  |                                  |                                  |
| GÍ | GÍ Gøta                          |                                  |                                  |
| Awans z 2. deild kvinnur 2002                                                                                 |                                  |                                  |                                  |
| Skála | Skála ÍF                         |                                  |                                  |
| Oznaczenia: - kolumna pierwsza – skróty nazw drużyn, - kolumna trzecia – miejsce zajęte w poprzednim sezonie. |                                  |                                  |                                  |

## Rozgrywki

### Faza wstępna

#### Tabela ligowa
| Lp. | Drużyna      | M | Z | R | P | Bramki | Bramki | Różn. | Pkt | Uwagi                     |
| --- | ------------ | - | - | - | - | ------ | ------ | ----- | --- | ------------------------- |
| 1   | KÍ Klaksvík  | 8 | 7 | 0 | 1 | 43     | 8      | +35   | 21  | Wejście do fazy finałowej |
| 2   | B36 Tórshavn | 8 | 5 | 0 | 3 | 19     | 12     | +7    | 15  | Wejście do fazy finałowej |
| 3   | B68 Toftir   | 8 | 5 | 0 | 3 | 21     | 15     | +6    | 15  | Wejście do fazy finałowej |
| 4   | HB Tórshavn  | 8 | 2 | 1 | 5 | 14     | 29     | −15   | 7   | Wejście do fazy finałowej |
| 5   | GÍ Gøta (B)  | 8 | 0 | 1 | 7 | 9      | 42     | −33   | 1   | Baraże o 1. deild         |
| 6   | VB Vágur (S) | 0 | 0 | 0 | 0 | 0      | 0      | 0     | 0   | Drużyna rozwiązana        |

#### Wyniki spotkań
| Gospodarz \ Gość | B36 | B68 | GÍ  | HB  | KÍ  | VB |
| B36 Tórshavn     |     | 1:0 | 5:1 | 4:1 | 2:4 | 1  |
| B68 Toftir       | 2:0 |     | 2:1 | 7:0 | 2:1 | 1  |
| GÍ Gøta          | 1:5 | 1:5 |     | 2:2 | 0:9 | 1  |
| HB Tórshavn      | 1:2 | 4:2 | 5:1 |     | 1:9 | 1  |
| KÍ Klaksvík      | 2:0 | 7:1 | 9:2 | 2:0 |     | 1  |
| VB Vágur         | 1   | 1   | 1   | 1   | 1   |    |

Aktualne na 12 maja 2015. Źródło: FaroeSoccer.com
Objaśnienia:
1Drużyna gospodarzy jest wymieniona po lewej stronie tabeli.
Kolory: zielony – zwycięstwo gospodarzy, żółty – remis, różowy – zwycięstwo gości.
Objaśnienia:
1. VB Vágur wycofał się z rozgrywek, przez co uznano wszystkie mecze, które miał rozegrać za niedobyte.

#### Baraże o 1. deild
Zwycięzca baraży uzyskał prawo do awansu do fazy finałowej.
| 27 lipca 2002 | GÍ Gøta                                                                  | 5:2   | AB Argir                       |                                        |
|               | Anja Klæmintsdóttir 9' · Heidi Heinesen 12', 29', 78' · Linda Hansen 58' | (3:0) | 71', 80' Elin Kathrina Thomsen | Sędzia: Georg Rasmussen (B36 Tórshavn) |

### Faza finałowa

#### Tabela ligowa
| Lp. | Drużyna         | M  | Z  | R | P | Bramki | Bramki | Różn. | Pkt | Uwagi                       |
| --- | --------------- | -- | -- | - | - | ------ | ------ | ----- | --- | --------------------------- |
| 1   | KÍ Klaksvík (M) | 10 | 10 | 0 | 0 | 46     | 7      | +39   | 30  | Puchar UEFA • Runda grupowa |
| 2   | B36 Tórshavn    | 10 | 7  | 0 | 3 | 27     | 16     | +11   | 21  |                             |
| 3   | B68 Toftir      | 10 | 6  | 0 | 4 | 17     | 18     | −1    | 18  |                             |
| 4   | GÍ Gøta         | 10 | 3  | 1 | 6 | 17     | 29     | −12   | 10  |                             |
| 5   | HB Tórshavn     | 10 | 2  | 2 | 6 | 15     | 19     | −4    | 8   |                             |
| 6   | Skála ÍF (S)    | 10 | 0  | 1 | 9 | 14     | 47     | −33   | 1   | Spadek do 2. deild          |

#### Wyniki spotkań
| Gospodarz \ Gość | B36 | B68 | GÍ   | HB  | KÍ  | Skála |
| B36 Tórshavn     |     | 2:1 | 3:0  | 2:0 | 1:4 | 6:1   |
| B68 Toftir       | 3:2 |     | 2:1  | 1:0 | 1:2 | 4:3   |
| GÍ Gøta          | 0:1 | 0:2 |      | 0:0 | 0:3 | 2:1   |
| HB Tórshavn      | 1:2 | 3:1 | 2:3  |     | 1:4 | 3:3   |
| KÍ Klaksvík      | 4:1 | 4:0 | 13:1 | 3:1 |     | 1     |
| Skála ÍF         | 2:7 | 1:2 | 2:10 | 0:4 | 1:9 |       |

Aktualne na 12 maja 2015. Źródło: FaroeSoccer.com
Objaśnienia:
1Drużyna gospodarzy jest wymieniona po lewej stronie tabeli.
Kolory: zielony – zwycięstwo gospodarzy, żółty – remis, różowy – zwycięstwo gości.
Objaśnienia:
1. KÍ Klaksvík wygrał mecz walkowerem.

## Najlepsi strzelcy
| Bramki | Strzelcy             | Drużyna      |
| ------ | -------------------- | ------------ |
| 36     | Rannvá Andreasen     | KÍ Klaksvík  |
| 22     | Malena Josephsen     | KÍ Klaksvík  |
| 13     | Vivian Bjartalíð     | KÍ Klaksvík  |
| 12     | Ása Dam á Neystabø   | B36 Tórshavn |
| 10     | Maibritt Olsen       | B68 Toftir   |
| 9      | Súsanna Maria Hansen | B36 Tórshavn |
| 9      | Heidi Jacobsen       | GÍ Gøta      |
| 8      | Arnbjørg Danielsen   | B36 Tórshavn |
| 8      | Malan á Dunga        | HB Tórshavn  |
| 7      | Laila Enghamar       | B36 Tórshavn |
| 7      | Eyðfríð Kristiansen  | HB Tórshavn  |
| 7      | Elsa Maria Simonsen  | KÍ Klaksvík  |

## Nagrody
Na koniec sezonu FSF Føroya przyznał nagrody dla najlepszych graczy sezonu. Ostateczne wyniki prezentowały się więc następująco:
| Nagroda             | Piłkarz          | Drużyna      |
| ------------------- | ---------------- | ------------ |
| Piłkarz Roku        | Rannvá Andreasen | KÍ Klaksvík  |
| Bramkarz Roku       | Randi Wardum     | HB Tórshavn  |
| Trener Roku         | Herman Jacobsen  | B68 Toftir   |
| Młody Zawodnik Roku | Ása á Neystabø   | B36 Tórshavn |